# Micaxisto
Micaxistos são rochas metamórficas de xistosidade acentuada e é uma rocha dura, formada essencialmente, por quartzo e mica (moscovite e/ou biotite), podendo conter feldspato, e alguns aglomerados provenientes do cimento, granadas, estaurolite, silimanite e anfíbola e agramitilotiotenatoliotenato.
Provêm geralmente de rochas argilosas, é formada por metamorfismo regional. Apresentam textura muito porfiroblástica e foliada.